# Seis Naciones Femenino 2021
El Seis Naciones Femenino 2021, también conocido como 2021 RBS Women's Six Nations patrocinado por Royal Bank of Scotland, fue la 26.ª edición del Campeonato Femenino de las Seis Naciones. Se disputó entre el 3 y 24 de abril.

## Participantes
- Escocia
- Francia
- Gales
- Inglaterra
- Irlanda
- Italia

## Desarrollo

### Grupo A
| Pos. | País       | Partidos | Partidos | Partidos  | Partidos | Anotación | Anotación | Anotación  | Puntos Bonus | Puntos |
| Pos. | País       | Jugados  | Ganados  | Empatados | Perdidos | A favor   | En contra | Diferencia | Puntos Bonus | Puntos |
| ---- | ---------- | -------- | -------- | --------- | -------- | --------- | --------- | ---------- | ------------ | ------ |
| 1    | Inglaterra | 2        | 2        | 0         | 0        | 119       | 13        | +106       | 2            | 10     |
| 2    | Italia     | 2        | 1        | 0         | 1        | 44        | 87        | -43        | 1            | 5      |
| 3    | Escocia    | 2        | 0        | 0         | 2        | 30        | 93        | -63        | 0            | 0      |

Nota: Se otorgan 4 puntos al equipo que gane un partido, 2 al que empate y 0 al que pierda.
Puntos Bonus: 1 punto por convertir 4 tries o más en un partido y 1 al equipo que pierda por no más de 7 tantos de diferencia.

#### Resultados
| 3 de abril | Inglaterra | 52 - 10 | Escocia | Castle Park, Doncaster |  |
|            |            | Reporte |         |                        |  |

| 10 de abril | Italia | 3 - 67  | Inglaterra | Stadio Sergio Lanfranchi, Parma |  |
|             |        | Reporte |            |                                 |  |

| 17 de abril | Escocia | 20 - 41 | Italia | Scotstoun Stadium, Glasgow |  |
|             |         | Reporte |        |                            |  |

### Grupo B
| Pos. | País    | Partidos | Partidos | Partidos  | Partidos | Anotación | Anotación | Anotación  | Puntos Bonus | Puntos |
| Pos. | País    | Jugados  | Ganados  | Empatados | Perdidos | A favor   | En contra | Diferencia | Puntos Bonus | Puntos |
| ---- | ------- | -------- | -------- | --------- | -------- | --------- | --------- | ---------- | ------------ | ------ |
| 1    | Francia | 2        | 2        | 0         | 0        | 109       | 15        | +94        | 2            | 10     |
| 2    | Irlanda | 2        | 1        | 0         | 1        | 60        | 56        | +4         | 1            | 5      |
| 3    | Gales   | 2        | 0        | 0         | 2        | 0         | 98        | -98        | 0            | 0      |

Nota: Se otorgan 4 puntos al equipo que gane un partido, 2 al que empate y 0 al que pierda.
Puntos Bonus: 1 punto por convertir 4 tries o más en un partido y 1 al equipo que pierda por no más de 7 tantos de diferencia.

#### Resultados
| 3 de abril | Francia | 53 - 0  | Gales | Stade de la Rabine, Vannes |  |
|            |         | Reporte |       |                            |  |

| 10 de abril | Gales | 0 - 45  | Irlanda | Cardiff Arms Park, Cardiff |  |
|             |       | Reporte |         |                            |  |

| 17 de abril | Irlanda | 15 - 56 | Francia | Donnybrook Stadium, Dublín |  |
|             |         | Reporte |         |                            |  |

## Fase Final

### Quinto Puesto
| 24 de abril | Escocia | 27 - 13 | Gales | Scotstoun Stadium, Glasgow |  |
|             |         | Reporte |       |                            |  |

### Tercer Puesto
| 24 de abril | Irlanda | 25 - 5  | Italia | Energia Park, Dublín |  |
|             |         | Reporte |        |                      |  |

### Final
| 24 de abril | Inglaterra | 10 - 6  | Francia | Twickenham Stoop, Londres |  |
|             |            | Reporte |         |                           |  |

| Bandera de Inglaterra |
| Campeón Inglaterra    |
| Décimo séptimo título |